# 로버트 Z. 레오나드

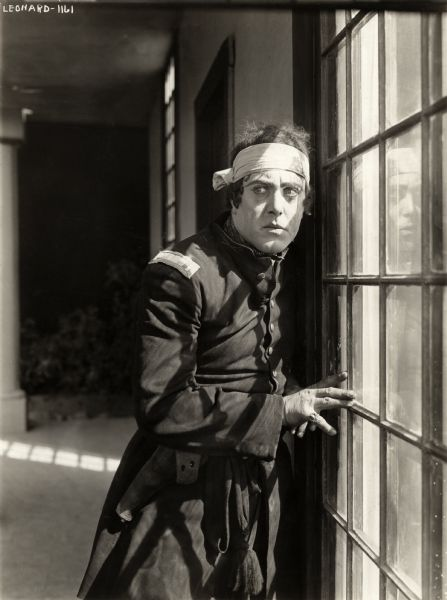

로버트 Z. 레오나드(Robert Zigler Leonard, 1889년 10월 7일 ~ 1968년 8월 27일)는 미국의 영화 감독, 영화 프로듀서, 각본가, 배우, 영화배우이다.
시카고에서 태어났으며 베벌리힐스에서 사망하였다. 포리스트 론 메모리얼 파크에 매장되었다.

## 영화
- 세상에서 가장 아름다운 여인 (1955년)
- 챔프 (1953년)
- 내 모든 건 당신 것 (1952년)
- 그라운드 포 매리지 (1951년)
- 투 영 투 키스 (1951년)
- 아이다호의 공작부인 (1950년)
- 낸시 리오 가다 (1950년)
- 즐거운 여름 (1949년)
- BF의 딸 (1948년)
- 애보트와 코스텔로 (1945년) - 본인 역
- 미인극장 (1941년)
- 오만과 편견 (1940년)
- 뉴 문 (1940년)
- 브로드웨이 세레나데 (1939년)
- 더 걸 오브 더 골든 웨스트 (1938년)
- 메이타임 (1937년)
- 더 파이어플라이 (1937년)
- 위대한 지그펠드 (1936년)
- 노티 메리에타 (1935년)
- 어느 날 밤의 살인사건 (1935년)
- 댄싱 레이디 (1933년)
- 더 선-도터 (1932년)
- 인 게이 매드리드 (1930년)
- 이혼녀 (1930년)
- 마리앤 (1929년)
- 쇼 피플 (1928년)